# アネルギー (免疫学)
アネルギーまたはアナジー（英: anergy）とは、異物に対する生体の防御機構による応答の欠如を示す免疫生物学の用語で、末梢性リンパ球寛容（peripheral lymphocyte tolerance）の直接的な誘導からなる。アネルギー状態（免疫不応答とも呼ばれる）にあるヒトは、免疫系が特定の抗原（通常は自己抗原）に対して正常な免疫応答を開始できないことが多くある。リンパ球が特異的な抗原に応答しない場合は、アネルギー性があると言われている。アネルギーは、寛容を誘導する3つのプロセスのうちの1つで、免疫系を変更して自己破壊を防ぐ（他のプロセスはクローン除去と免疫制御）。

## 機構
この現象は、Gustav Nossalによって初めてBリンパ球で報告され、クローンアネルギー（clonal anergy、クローン麻痺（まひ）とも）と呼ばれた。この場合のBリンパ球のクローンは、まだ循環系で生きていることが確認できるものの、免疫応答を開始することはできない。その後、Ronald SchwartzとMarc Jenkinsは、Tリンパ球にも同様のプロセスがあることを報告した。多くのウイルス（HIVが最も顕著な例）は、免疫システムを回避するために寛容誘導を利用しているようで、特定の抗原の抑制はより少数の病原体（特にらい菌）によって行われている。
細胞レベルでは「アネルギー」とは、免疫細胞がその標的に対して完全な応答を開始できないことである。免疫系では、リンパ球と呼ばれる循環細胞が一次軍隊を形成して、病原性ウイルスや細菌、寄生生物から体を守っている。リンパ球には大きく分けてTリンパ球とBリンパ球の2種類がある。人体に存在する数百万個のリンパ球のうち、特定の感染性病原体に特異的に作用するものは実際にはわずかしかない。感染時には、この数少ない細胞を動員して、急速に増殖させる必要がある。「クローン増殖」（clonal expansion）と呼ばれるこのプロセスにより、体は必要に応じてクローンの軍隊を迅速に動員することができる。このような免疫応答は予測的であり、その特異性は、特定の抗原に応答して増殖するリンパ球の既存のクローンによって保証されている（「クローン選択」（clonal selection）と呼ばれるプロセス）。次に、この特定のクローン軍は、体が感染から解放されるまで病原体と戦う。感染が解消されると、不要になったクローンは自然に消滅する。
しかし、体内のリンパ球軍隊の中には、健康な体に通常存在するタンパク質と反応する能力をもつものが存在する。これらの細胞がクローン増殖すると、体が自分自身を攻撃する自己免疫疾患を引き起こす可能性がある。このプロセスを防ぐために、リンパ球は固有の品質管理機構を持っている。この仕組みは、リンパ球が増殖するきっかけが体内のタンパク質である場合、リンパ球の増殖能力を抑制する。T細胞アネルギーは、T細胞が特異的な抗原認識のもとで適切な共刺激を受けない場合に生じる可能性がある。B細胞アネルギーは、可溶性循環抗原への暴露によって誘発される可能性があり、表面IgM発現のダウンレギュレーションおよび細胞内シグナル伝達経路の部分的遮断によって特徴づけられることがよくある。

## Tリンパ球におけるアネルギー誘発の分子的機構
Tリンパ球のT細胞受容体（TCR）と共刺激受容体が共に刺激されると、T細胞のすべてのシグナル伝達経路がバランスよく活性化される（完全なT細胞刺激）。この場合、他の経路に加えて、リンパ球シグナル伝達のカルシウム依存性経路がTCRによって活性化される。これにより、細胞内のCa+II濃度が上昇する。この条件下では、カルシウム依存性脱リン酸化酵素のカルシニューリンが、転写因子のNFATからリン酸塩を除去し、次にNFATが核内に輸送する。
さらに、完全なT細胞刺激の間に、共刺激受容体CD28は、PI3Kやその他の経路を活性化し、最終的にはTCRの活性化だけではなく、rel、NF-κB、AP-1（転写因子）の核内レベルを上昇させる。AP-1とfos/junヘテロ二量体は、さらにNFATとヘテロ二量体化して転写複合体を形成し、T細胞の増殖性応答に関連する遺伝子の転写を促進する。それらは、たとえば、IL-2やその受容体である。
一方、共刺激受容体を持たないTCRシグナル伝達は、シグナル伝達のカルシウム経路のみを十分に活性化し、NFATの活性化のみをもたらす。しかし、他の経路によるAP-1の必要な誘導がなければ、活性化されたNFATは、完全なT細胞活性化（増殖性応答）の場合のように、AP-1との転写複合体を形成することができない。この場合、NFATはホモ二量体化し（それ自体との複合体化）、代わりにリンパ球のアネルギーを誘発する転写因子として働く。
NFATホモ二量体は、ユビキチンリガーゼのGRAILやプロテアーゼのカスパーゼ3などのアネルギー関連遺伝子の発現に直接関与している。さらに、IL-2だけでなく、例えばTNFαやIFNγなどの典型的な増殖性応答の発現レベルも、アネルギー化された細胞では能動的に低下する。アネルギー化した細胞は、代わりに抗炎症作用のIL-10を産生する傾向がある。T細胞には、NFAT1、NFAT2、NFAT4という3つのNFATタンパク質があり、明らかにある程度の冗長性がある。
このように、抗原提示細胞（APC）が抗原をTリンパ球に適切に提示されると、MHC II複合体上に抗原が表示され、T細胞の共刺激性受容体が活性化されて、Tリンパ球は増殖性応答を起こす。しかしT細胞がAPCから提示されていない抗原、つまり免疫応答を起こすべきではない、おそらく抗原ではない抗原と相互作用すると、T細胞はアネルギーを起こす。また、APCによって適切に提示された特定の抗原は、T細胞の活性化を弱くしか誘導しないことも分かっている。このような弱い刺激でもNFATは十分に活性化されるものの、AP-1は活性化されないため、共刺激を行ってもアネルギー応答が起こる。IL-2またはTCR/共刺激受容体のいずれかによるT細胞の強い刺激は、アネルギーを解消する可能性がある。

## 臨床的な意義
アネルギーは、治療用途で利用することができる。シクロスポリンのような免疫抑制剤の副作用である免疫系全体の弱体化を招くことなく、移植された臓器や組織に対する免疫応答を最小限に抑えることができる。アネルギーはまた、糖尿病、多発性硬化症、関節リウマチなどの自己免疫疾患で、活性化したリンパ球が応答しなくなるように誘導するために使われることがある。同様に、腫瘍の成長に応じたアネルギーを防ぐことは、抗腫瘍応答に役立つ可能性がある。また、これは、アレルギーの免疫療法治療にも使用できる可能性がある。

## 優性寛容
優性寛容（dominant tolerance）と劣性寛容（recessive tolerance）は、末梢性免疫寛容（peripheral tolerance）の形態である（末梢性免疫寛容の他の寛容は、中枢性免疫寛容（central tolerance）である）。いわゆる劣性寛容では、上述したようにアネルギー化リンパ球と関連しているが、優性寛容では、免疫応答を積極的に阻止する特殊な制御性T細胞（T-reg）が、ナイーブTリンパ球から発達する。劣性寛容と同様に、T-regの誘導にはNFATシグナル伝達の抑制も重要である。この場合、NFAT経路は別の転写因子であるFOXP3を活性化する。FOXP3は、T-regのマーカーであり、T-regの遺伝子プログラムに関与している。

## テスト
「Multitest Mérieux」や「CMI Multitest」システム（Multitest IMC, Istituto Merieux Italia, Rome, Italy）は、細胞性免疫レベルの一般的なテストとして使用されている。これは、皮膚反応の皮内テストであり（ツベルクリン反応に類似）、細菌または真菌由来の7つの抗原（破傷風トキソイド、ツベルクリン、ジフテリア、レンサ球菌、カンジダ、トリコフィトン、プロテウス）と対照薬（グリセロール）が共に使用される。このテストでは、反応を引き起こす抗原の数と、7つの抗原すべてに対する皮膚反応の程度を総合して反応が分類される。ここで、皮膚の反応領域が0〜1 mmのものをアネルギー（anergy）、3つ以下の抗原に反応して2〜9 mmのものをヒポエルギー（hypoergy）、10〜39 mmまたは3つ以上の抗原に反応するものをノルメルギー（normergic）、40 mm以上のものをヒペレルギー（hyperergy）と定義する。

## アネルギー研究の実験的アプローチ
T細胞のシグナル伝達経路を誘導／阻害するさまざまな化学物質を用いて、アネルギーを研究することができる。T細胞のアネルギーは、細胞内のカルシウムイオン濃度を人為的に上昇させるイオノフォアであるイオノマイシンによって誘発される。
逆に、EGTAのようなCa+IIキレート剤は、カルシウムイオンを隔離して、アネルギーを引き起こさないようにすることができる。アネルギーを引き起こす経路の遮断は、カルシニューリン（NFATの活性化を促す脱リン酸化を行うホスファターゼ）を阻害するシクロスポリンAによっても行うことができる。
PMA（ホルボール 12-ミリスタート 13-アセタート）とイオノマイシンは、TCR/共刺激受容体の活性化によって自然にもたらされるシグナルを模倣し、完全なT細胞活性化を誘導するために使われる。

## 推薦文献
- Jenkins, Marc K. (February 1992). “The role of cell division in the induction of clonal anergy”. Immunology Today 13 (2):  69–73. doi:10.1016/0167-5699(92)90137-V. PMID 1349483.